# Nordex Food
Nordex Food A/S og Nordex Holding A/S er en dansk mejerikoncern, der primært fremstiller hvid ost. De har hovedkontor i Dronninglund med produktion på Nørager Mejeri i Nørager, samt produktion i Pögstall, Østrig og Campulung, Rumænien.
Virksomheden har afdelinger i Danmark, Tyskland, Holland, Belgien, England, Frankrig, Østrig, Kroatien, Rumænien og Grækenland. Produkterne sælges som private label og under egne mærker etc. Taverna. Den årlige produktion er på 30.000 tons ost. I alt har virksomheden 500 ansatte, hvoraf 240 er ansat i Danmark. Virksomheden er ejet af familien Pedersen. 